# Pigazzano
Pigazzano – frazione w gminie Travo w regionie Emilia-Romania położone na wysokości 465 m n.p.m. Jest znane z panoramicznego tarasu przed kościołem Wniebowzięcia Maryi Panny.

## Historia
W Pigazzano mieszka kilkudziesięciu mieszkańców. Znajduje się tu średniowieczny zamek (prywatny) oraz kościół z panoramicznym tarasem.
W 2004 roku Sergio Bongiorni i Giorgio Rossi założyli Stowarzyszenie Amici di Pigazzano. W sierpniu każdego roku Stowarzyszenie organizuje trwającą trzy dni imprezę Pigazzano sotto le stelle (Pigazzano pod gwiazdami).

## Taras widokowy
Na placu przed kościołem znajduje się taras widokowy zbudowany na początku XX wieku, z którego można podziwiać panoramę doliny Padu. W 2015 roku został zamknięty ponieważ inspekcja wykazała, że ziemia osuwa się i wybetonowany taras przechyla się w kierunku rzeki.

## Kościół
Kościół Wniebowzięcia Najświętszej Maryi Panny (Santa Maria Assunta) zbudował w 1676 roku proboszcz Don Maffoni w miejscu starego, zniszczonego kościoła.